# Alexis Miellet
Alexis Miellet (Dijon, 5 de mayo de 1995) es un deportista francés que compite en atletismo, especialista en las carreras de obstáculos. Ganó una medalla de oro en el Campeonato Europeo de Atletismo de 2024, en la prueba de 3000 m obstáculos.

## Palmarés internacional
| Campeonato Europeo | Campeonato Europeo | Campeonato Europeo | Campeonato Europeo |
| Año                | Lugar              | Medalla            | Prueba             |
| ------------------ | ------------------ | ------------------ | ------------------ |
| 2024               | Roma (Italia)      | Medalla de oro     | 3000 m obstáculos  |